# Farley (Iowa)
Farley és una població dels Estats Units a l'estat d'Iowa. Segons el cens del 2006 tenia 1.415 habitants.

## Demografia
Segons el cens del 2000, Farley tenia 1.334 habitants, 491 habitatges, i 365 famílies. La densitat de població era de 365,3 habitants/km².
Dels 491 habitatges en un 39,9% hi vivien menors de 18 anys, en un 63,5% hi vivien parelles casades, en un 7,7% dones solteres, i en un 25,5% no eren unitats familiars. En el 23,8% dels habitatges hi vivien persones soles el 12,4% de les quals corresponia a persones de 65 anys o més que vivien soles. El nombre mitjà de persones vivint en cada habitatge era de 2,71 i el nombre mitjà de persones que vivien en cada família era de 3,25.
Per edats la població es repartia de la següent manera: un 30,3% tenia menys de 18 anys, un 7,9% entre 18 i 24, un 30,2% entre 25 i 44, un 18,9% de 45 a 60 i un 12,7% 65 anys o més.
L'edat mediana era de 32 anys. Per cada 100 dones de 18 o més anys hi havia 96,6 homes.
La renda mediana per habitatge era de 41.333 $ i la renda mediana per família de 48.854 $. Els homes tenien una renda mediana de 32.328 $ mentre que les dones 20.476 $. La renda per capita de la població era de 17.186 $. Entorn del 4,5% de les famílies i el 5,3% de la població estaven per davall del llindar de pobresa.

## Poblacions properes
El següent diagrama mostra les poblacions més properes.